# Joaquima Casas Cuscoy
Joaquima Casas Cuscoy (Girona, 31 de gener de 1931- El Caire, 24 de juliol de 2019) fou una pintora catalana que va desenvolupar bona part de la seva vida i obra a Egipte.

## Biografia
Va néixer a Girona el 31 de gener de 1931.
Era filla de Jaume Casas, fill de Girona i de Dolors Cuscoy, de Sant Esteve d’en Bas. Tenia dues germanes més petites: Teresa, que també pintava i havia estat alumna de Huedo, i Paquita. Durant la seva infantesa va patir una osteomielitis que la va fer romandre a casa durant llargues temporades, durant les quals es va despertar el seu interés per l’art.
Del 1948 al 1950 va iniciar la seva formació amb Joan Orihuel, com altres artistes gironines de la mateixa època: Emília Xargai i Montserrat Llonch.
A principis de 1950 va obtenir una beca de la Diputació de Girona que li va permetre continuar els seus estudis de pintura, dibuix i gravat a la "Escuela de Bellas Artes de San Fernando de Madrid". Cinc anys més tard va poder continuar la seva formació a la mateixa escola fins que el 1957 va guanyar una altra beca per anar a Egipte. Aquest viatge, però, va quedar frustrat per conflictes al Canal de Suez. Mentrestant va organitzar un curs de gravat a l’Escola de Belles Arts d'Olot on també va impartir classes i va exposar a la Sala Armengol.
Després d’una estada a París i a Dinamarca, entre els anys 1958 i 1959, l'any 1960 va obtenir el Premi Nacional Fi de Carrera al millor expedient de les Escoles de Belles Arts, i el Ministeri d’Assumptes Exteriors li concedeix una altra beca per anar a Egipte a fer estudis sobre art faraònic, que aquesta vegada sí que va poder aprofitar. Gràcies a una altra beca de l'Escola de Belles Arts de Damasc va tenir l'oportunitat de pintar i exposar a Síria.
A Egipte va conéixer un professor de la Facultat de Belles Arts del Caire, Abbas Shohdy, de qui va ser alumna i amb qui es va casar el 1960. Va tenir un fill, Omar Abbas Chodhy Casas, que és arquitecte i viu a Egipte.
L’any 2001 va enviudar i es va tornar a instal·lar uns anys a Girona.
Va morir al Caire el 24 de juliol de 2019.

## Obra
De formació acadèmica clàssica, el seu estil pulcre i organitzat va anar evolucionant cap a un llenguatge més lluminós i expressiu. De la seva obra destaquen retrats, paisatges i escenes de la vida quotidiana.
A Egipte es va integrar en el grup de pintors egipcis El Marsam amb qui va exposar a El Caire en diverses ocasions i també va participar en biennals internacionals a Alexandria, Damasc, Bagdad, al Marroc, a Madrid i a l'exposició d’Art Contemporani Egipci a Hong Kong.
L'any 1965 va exposar a Girona conjuntament amb el seu marit, Abbas Shohdy, a les Sales Municipals de la Rambla.

### Exposicions individuals[4]
- 1954 Escola Superior de Belles Arts de San Fernando de Madrid.
- 1955 Centre Cultural Segoviano de Madrid.
- 1955 Galeria Cascorro de Madrid.
- 1958 Sala Cràter d'Art d'Olot.
- 1960 Museu d'Art Modern del Caire.
- 1961 Centre Cultural Àrab de Damasc.
- 1965 Sala Municipal de Girona.
- 1965 Galeries Arts Guich de Palafrugell.
- 1971 Museu de Belles Arts d'Alexandria.
- 1975 Galeria La Gàbia de Girona.
- 1976 Galeria Armengol d'Olot.
- 1976 Centre Cultural per la Cooperació Internacional del Caire.
- 1978 Centre Cultural Espanyol del Caire.
- 1979 Sala Anita Politano-Steckel del Caire.
- 1982 Sala Anita Politano-Steckel del Caire.
- 1988 Centre Cultural Espanyol del Caire.
- 1992 Centre Nacional d'Art del Caire.
- 1992 Galeria Akhenaton 2 del Caire
- 1993 Centre Cultural Espanyol d'Alexandria.
- 1995 Centre Cultural Espanyol del Caire.

L'any 2003 fa una exposició retrospectiva a Les Bernardes de Salt
Hi ha obres seves al Museu de Calcografia Nacional de la Reial Acadèmia de San Fernando de Madrid, al Museu d'Art Contemporani del Caire, al de la Facultat de Belles Arts d'Alexandria i al Museu Nacional d'Art de Damasc. També té 32 obres al fons del Museu d’Art de Girona.